# Charlie Green
Charlie Green, född 16 februari 1997 i Droitwich, är en engelsk-filippinsk sångare. 

## Karriär
Charlie Greens far är engelsk och hans mor är filippinsk. Han började sjunga redan som tvååring och framträdde vid fem års ålder på Royal Opera House i London.
År 2008 deltog han i den andra säsongen av Britain's Got Talent där han tog sig till liveprogrammen. I den tredje semifinalen blev han utslagen då han hamnade på tredje plats av totalt åtta deltagare där endast de två första gick till final. Efter sitt deltagande fick han ett skivkontrakt med det filippinska skivbolaget Star Records och släppte i oktober 2008 sitt självbetitlade debutalbum Charlie Green. Under året gjorde han flera konserter i Filippinerna och framträdde bland annat inför landets tidigare president Joseph Estrada.
Mellan den 12 mars och slutet av april 2009 turnerade han i 14 amerikanska storstäder. I oktober samma år återvände han för en turné i USA och nu även i Kanada. I januari 2010 tog han emot tre musikpriser vid Awit Awards. De priser han vann var de för "bästa nya manliga sångare", "bästa barnsångare" och "bästa jazzinspelning". I februari samma år skrev han på ett skivkontrakt med VIVA Records istället. Den 28 april släpptes hans andra studioalbum Friend Like You.
Han kom tillbaka år 2012 med singeln "Liquid Ice", vilken kom med en tillhörande musikvideo. Låten var med på hans tredje studioalbum Rainbow som släpptes den 5 november. I december spelade han även in en julsingel med låtarna "Christmas Eve" och "Please Come Home for Christmas".

## Diskografi

### Album
- 2008 – Charlie Green
- 2010 – Friend Like You
- 2012 – Rainbow